# سيملا (كولورادو)
سيملا (بالإنجليزية: Simla)‏ هي بلدة تقع في مقاطعة إلبيرت، كولورادو بولاية كولورادو في الولايات المتحدة. تبلغ مساحتها 1.4 (كم²)، وترتفع عن سطح البحر 1822 م، بلغ عدد سكانها 728 نسمة في عام 2007 حسب إحصاء مكتب تعداد الولايات المتحدة وتصل الكثافة السكانية فيها 473.6 نسمة/كم2.

## وصلات خارجية
- The US50 - Cities and Towns in Colorado State
- Colorado Cities and Towns, Facts, Map, Flag, Colleges, Government, and More